# Raorchestes chromasynchysi
Espèce
Synonymes
- Philautus chromasynchysi Biju & Bossuyt, 2009
- Pseudophilautus chromasynchysi (Biju & Bossuyt, 2009)

Statut de conservation UICN

 VU B1ab(iii) : Vulnérable
Raorchestes chromasynchysi est une espèce d'amphibiens de la famille des Rhacophoridae.

## Répartition
Cette espèce est endémique des Ghâts occidentaux en Inde. Elle se rencontre dans le district de Wayanad dans l'État du Kerala et dans le district de Chikmagalur dans l'État du  Karnataka,.

## Étymologie
Le nom spécifique chromasynchysi vient du grec khrôma, la couleur, et de synchysis, la confusion, en référence aux différentes couleurs dorsales de cette espèce.

## Publication originale
- Biju & Bossuyt, 2009 : Systematics and phylogeny of Philautus Gistel, 1848 (Anura, Rhacophoridae) in the Western Ghats of India, with descriptions of 12 new species. Zoological Journal of the Linnean Society, vol. 155, p. 374-444.